# فينتشنزو دي ماورو
فينتشنزو دي ماورو (بالإيطالية: Vincenzo Di Mauro)‏ هو رجل دين إيطالي، ولد في 1 ديسمبر 1951 في مونزا في إيطاليا.